# 5e étape du Tour de France 2001
Pour un article plus général, voir Tour de France 2001.
La 5e étape du Tour de France 2001 a eu lieu le 12 juillet 2001 entre Verdun et Bar-le-Duc sur une distance de 67 km et sous la forme d'un contre-la-montre par équipes. Elle a été remportée par l'équipe française Crédit Agricole devant les Espagnols de l'équipe ONCE-Eroski et les Français de l'équipe Festina. L'Australien Stuart O'Grady (Crédit Agricole) conserve le maillot jaune à l'issue de l'étape.

## Profil et parcours
C'est un parcours en faux-plat sans difficulté particulière qui se déroule dans le département de la Meuse entre les deux villes les plus importantes.
Verdun (sous-préfecture) - Billemont (km 6) - Dugny-sur-Meuse (km 9) - Ancemont (km 13.5) - Senoncourt-lès-Maujouy (km 19.5) - Lemmes (km 24) - Souilly (km 28) - Heippes (km 32.5) - Issoncourt (km 35.5) - Chaumont-sur-Aire (km 41) - Érize-la-Petite (km 41.5, ravitaillement) - Érize-la-Grande (km 45) - Rosnes (km 48.5) - Érize-la-Brûlée (km 51.5) - Rumont (km 53) - Naives-Rosières (km 60) - Bar-le-Duc (préfecture) entrée (km 63.5) - arrivée boulevard des Flandres (km 67).

## Classement de l'étape
| \| Classement de l'étape \| Classement de l'étape \| Classement de l'étape \| Classement de l'étape \| Classement de l'étape \| \| Coureur \| Coureur \| Pays \| Équipe \| Temps \| \| --------------------- \| ------------------------------- \| --------------------- \| --------------------- \| --------------------- \| \| 1re \| Crédit agricole \| \| \| 1 h 21 min 32 s \| \| 2e \| ONCE-Eroski \| \| \| + 31 s \| \| 3e \| Festina \| \| \| + 54 s \| \| 4e \| US Postal Service \| \| \| + 1 min 26 s \| \| 5e \| Kelme-Costa Blanca \| \| \| + 1 min 38 s \| \| 6e \| Rabobank \| \| \| + 1 min 47 s \| \| 7e \| Deutsche Telekom \| \| \| + 1 min 50 s \| \| 8e \| Cofidis-Le Crédit par Téléphone \| \| \| + 2 min 55 s \| \| 9e \| BigMat-Auber 93 \| \| \| + 2 min 56 s \| \| 10e \| Mapei-Quick Step \| \| \| + 2 min 58 s \| |                                 |      |        |                 |
| |                                 |      |        |                 |
| |                                 |      |        |                 |
| Classement de l'étape |                                 |      |        |                 |
| Coureur | Coureur                         | Pays | Équipe | Temps           |
| 1re | Crédit agricole                 |      |        | 1 h 21 min 32 s |
| 2e | ONCE-Eroski                     |      |        | + 31 s          |
| 3e | Festina                         |      |        | + 54 s          |
| 4e | US Postal Service               |      |        | + 1 min 26 s    |
| 5e | Kelme-Costa Blanca              |      |        | + 1 min 38 s    |
| 6e | Rabobank                        |      |        | + 1 min 47 s    |
| 7e | Deutsche Telekom                |      |        | + 1 min 50 s    |
| 8e | Cofidis-Le Crédit par Téléphone |      |        | + 2 min 55 s    |
| 9e | BigMat-Auber 93                 |      |        | + 2 min 56 s    |
| 10e | Mapei-Quick Step                |      |        | + 2 min 58 s    |

## Classement général
Grâce à sa victoire lors de ce contre-la-montre par équipes, l'équipe Crédit agricole place trois coureurs aux trois premières places du classement général. L'Australien Stuart O'Grady conserve sont maillot jaune de leader et est maintenant suivi par ses coéquipiers Jens Voigt (à 26 secondes) et Bobby Julich (à 27 secondes). L'équipe ONCE-Eroski profite également de leur seconde place pour placer six coureurs dans le top 10 du nouveau classement général, avec notamment Igor González de Galdeano 4e, Joseba Beloki 5e ou encore Carlos Sastre 6e. Les autres favoris sont plus loin, notamment l'Américain Lance Armstrong (US Postal Service) 15e à près de deux minutes, ou encore Jan Ullrich (Deutsche Telekom) 19e à deux minutes et 20 secondes.
| \| Classement général \| Classement général \| Classement général \| Classement général \| Classement général \| \| Coureur \| Coureur \| Pays \| Équipe \| Temps \| \| ------------------ \| ------------------------- \| ------------------ \| ------------------ \| ------------------ \| \| 1er \| Stuart O'Grady \| Australie \| Crédit Agricole \| 20 h 54 min 21 s \| \| 2e \| Jens Voigt \| Allemagne \| Crédit Agricole \| + 26 s \| \| 3e \| Bobby Julich \| États-Unis \| Crédit Agricole \| + 27 s \| \| 4e \| Igor González de Galdeano \| Espagne \| ONCE-Eroski \| + 57 s \| \| 5e \| Joseba Beloki \| Espagne \| ONCE-Eroski \| + 1 min 07 s \| \| 6e \| Carlos Sastre \| Espagne \| ONCE-Eroski \| + 1 min 08 s \| \| 7e \| Jörg Jaksche \| Allemagne \| ONCE-Eroski \| + 1 min 12 s \| \| 8e \| Christophe Moreau \| France \| Festina \| + 1 min 17 s \| \| 9e \| José Iván Gutiérrez \| Espagne \| ONCE-Eroski \| + 1 min 20 s \| \| 10e \| Marcos Serrano \| Espagne \| ONCE-Eroski \| + 1 min 23 s \| |                           |            |                 |                  |
| |                           |            |                 |                  |
| |                           |            |                 |                  |
| Classement général |                           |            |                 |                  |
| Coureur | Coureur                   | Pays       | Équipe          | Temps            |
| 1er | Stuart O'Grady            | Australie  | Crédit Agricole | 20 h 54 min 21 s |
| 2e | Jens Voigt                | Allemagne  | Crédit Agricole | + 26 s           |
| 3e | Bobby Julich              | États-Unis | Crédit Agricole | + 27 s           |
| 4e | Igor González de Galdeano | Espagne    | ONCE-Eroski     | + 57 s           |
| 5e | Joseba Beloki             | Espagne    | ONCE-Eroski     | + 1 min 07 s     |
| 6e | Carlos Sastre             | Espagne    | ONCE-Eroski     | + 1 min 08 s     |
| 7e | Jörg Jaksche              | Allemagne  | ONCE-Eroski     | + 1 min 12 s     |
| 8e | Christophe Moreau         | France     | Festina         | + 1 min 17 s     |
| 9e | José Iván Gutiérrez       | Espagne    | ONCE-Eroski     | + 1 min 20 s     |
| 10e | Marcos Serrano            | Espagne    | ONCE-Eroski     | + 1 min 23 s     |

## Classements annexes
| Classement par points | Classement par points | Classement par points | Classement par points | Classement par points |
| Coureur               | Coureur               | Pays                  | Équipe                | Points                |
| --------------------- | --------------------- | --------------------- | --------------------- | --------------------- |
| 1er                   | Erik Zabel            | Allemagne             | Deutsche Telekom      | 75 pts                |
| 2e                    | Stuart O'Grady        | Australie             | Crédit Agricole       | 69 pts                |
| 3e                    | Robert Hunter         | Afrique du Sud        | Lampre-Daikin         | 49 pts                |
| 4e                    | Jaan Kirsipuu         | Estonie               | AG2R Prévoyance       | 47 pts                |
| 5e                    | Damien Nazon          | France                | Bonjour               | 46 pts                |

| Classement par points | Classement par points | Classement par points | Classement par points | Classement par points |
| Coureur               | Coureur               | Pays                  | Équipe                | Points                |
| --------------------- | --------------------- | --------------------- | --------------------- | --------------------- |
| 1er                   | Erik Zabel            | Allemagne             | Deutsche Telekom      | 75 pts                |
| 2e                    | Stuart O'Grady        | Australie             | Crédit Agricole       | 69 pts                |
| 3e                    | Robert Hunter         | Afrique du Sud        | Lampre-Daikin         | 49 pts                |
| 4e                    | Jaan Kirsipuu         | Estonie               | AG2R Prévoyance       | 47 pts                |
| 5e                    | Damien Nazon          | France                | Bonjour               | 46 pts                |

| Classement de la montagne | Classement de la montagne | Classement de la montagne | Classement de la montagne | Classement de la montagne |
| Coureur                   | Coureur                   | Pays                      | Équipe                    | Points                    |
| ------------------------- | ------------------------- | ------------------------- | ------------------------- | ------------------------- |
| 1er                       | Patrice Halgand           | France                    | Jean Delatour             | 28 pts                    |
| 2e                        | Benoît Salmon             | France                    | AG2R Prévoyance           | 26 pts                    |
| 3e                        | Nicolas Jalabert          | France                    | CSC-Tiscali               | 10 pts                    |
| 4e                        | Jacky Durand              | France                    | La Française des jeux     | 10 pts                    |
| 5e                        | Michael Boogerd           | Pays-Bas                  | Rabobank                  | 8 pts                     |

| Classement de la montagne | Classement de la montagne | Classement de la montagne | Classement de la montagne | Classement de la montagne |
| Coureur                   | Coureur                   | Pays                      | Équipe                    | Points                    |
| ------------------------- | ------------------------- | ------------------------- | ------------------------- | ------------------------- |
| 1er                       | Patrice Halgand           | France                    | Jean Delatour             | 28 pts                    |
| 2e                        | Benoît Salmon             | France                    | AG2R Prévoyance           | 26 pts                    |
| 3e                        | Nicolas Jalabert          | France                    | CSC-Tiscali               | 10 pts                    |
| 4e                        | Jacky Durand              | France                    | La Française des jeux     | 10 pts                    |
| 5e                        | Michael Boogerd           | Pays-Bas                  | Rabobank                  | 8 pts                     |

| Classement du meilleur jeune | Classement du meilleur jeune | Classement du meilleur jeune | Classement du meilleur jeune | Classement du meilleur jeune |
| Coureur                      | Coureur                      | Pays                         | Équipe                       | Temps                        |
| ---------------------------- | ---------------------------- | ---------------------------- | ---------------------------- | ---------------------------- |
| 1er                          | Jörg Jaksche                 | Allemagne                    | ONCE-Eroski                  | 19 h 33 min 19 s             |
| 2e                           | José Iván Gutiérrez          | Espagne                      | ONCE-Eroski                  | + 8 s                        |
| 3e                           | Florent Brard                | France                       | Festina                      | + 12 s                       |
| 4e                           | Óscar Sevilla                | Espagne                      | Kelme-Costa Blanca           | + 1 min 27 s                 |
| 5e                           | Francisco Mancebo            | Espagne                      | iBanesto.com                 | + 3 min 28 s                 |

| Classement du meilleur jeune | Classement du meilleur jeune | Classement du meilleur jeune | Classement du meilleur jeune | Classement du meilleur jeune |
| Coureur                      | Coureur                      | Pays                         | Équipe                       | Temps                        |
| ---------------------------- | ---------------------------- | ---------------------------- | ---------------------------- | ---------------------------- |
| 1er                          | Jörg Jaksche                 | Allemagne                    | ONCE-Eroski                  | 19 h 33 min 19 s             |
| 2e                           | José Iván Gutiérrez          | Espagne                      | ONCE-Eroski                  | + 8 s                        |
| 3e                           | Florent Brard                | France                       | Festina                      | + 12 s                       |
| 4e                           | Óscar Sevilla                | Espagne                      | Kelme-Costa Blanca           | + 1 min 27 s                 |
| 5e                           | Francisco Mancebo            | Espagne                      | iBanesto.com                 | + 3 min 28 s                 |

| Classement par équipes | Classement par équipes | Classement par équipes | Classement par équipes |
| Équipe                 | Équipe                 | Pays                   | Temps                  |
| ---------------------- | ---------------------- | ---------------------- | ---------------------- |
| 1re                    | Crédit Agricole        | France                 | 62 h 44 min 03 s       |
| 2e                     | ONCE-Eroski            | Espagne                | + 2 min 12 s           |
| 3e                     | Festina                | France                 | + 2 min 52 s           |
| 4e                     | US Postal Service      | États-Unis             | + 5 min 04 s           |
| 5e                     | Kelme-Costa Blanca     | Espagne                | + 5 min 43 s           |

| Classement par équipes | Classement par équipes | Classement par équipes | Classement par équipes |
| Équipe                 | Équipe                 | Pays                   | Temps                  |
| ---------------------- | ---------------------- | ---------------------- | ---------------------- |
| 1re                    | Crédit Agricole        | France                 | 62 h 44 min 03 s       |
| 2e                     | ONCE-Eroski            | Espagne                | + 2 min 12 s           |
| 3e                     | Festina                | France                 | + 2 min 52 s           |
| 4e                     | US Postal Service      | États-Unis             | + 5 min 04 s           |
| 5e                     | Kelme-Costa Blanca     | Espagne                | + 5 min 43 s           |